# Federal Prospects Hockey League
La Federal Prospects Hockey League (FPHL) è una lega professionistica nordamericana di hockey su ghiaccio. Fu fondata nel 2009 come Federal Hockey League (FHL), ma ha iniziato la sua attività nella stagione 2010-2011. Inizialmente coinvolgeva squadre dell'Ontario e del nordest degli Stati Uniti (Massachusetts, New York e Connecticut).
Primo commissioner a capo della lega è Don Kirnan.
Tra il 2015 ed il 2018 la lega ha saltuariamente assunto la denominazione di Federal Professional Hockey League, mentre dal termine della stagione 2018-2019 si è ribattezzata con l'attuale denominazione.

## Stagioni
| Stagione  | N. squadre | Squadre | Squadre | Vincitore stagione regolare                                          | Vincitore Playoff                                      |
| --------- | ---------- | --- | --- | -------------------------------------------------------------------- | ------------------------------------------------------ |
| 2010-2011 | 6          | Akwesasne Warriors Cape Cod Barons (inizia la stagione come Broome County Barons) Danbury Whalers New York Aviators Rome Frenzy (ritirata nel corso della stagione) 1000 Islands Privateers                                               | Akwesasne Warriors Cape Cod Barons (inizia la stagione come Broome County Barons) Danbury Whalers New York Aviators Rome Frenzy (ritirata nel corso della stagione) 1000 Islands Privateers                                               | New York Aviators                                                    | Akwesasne Warriors                                     |
| 2011-2012 | 8          | Akwesasne Warriors Cape Cod Bluefins Danbury Whalers Brooklyn Aviators 1000 Islands Privateers Danville Dashers Vermont Wild (ritirata nel corso della stagione) NJ Outlaws Delaware Federals (sostituisce i Vermont Wild dal 16/12/2011) | Akwesasne Warriors Cape Cod Bluefins Danbury Whalers Brooklyn Aviators 1000 Islands Privateers Danville Dashers Vermont Wild (ritirata nel corso della stagione) NJ Outlaws Delaware Federals (sostituisce i Vermont Wild dal 16/12/2011) | NJ Outlaws                                                           | NJ Outlaws                                             |
| 2012-2013 | 6          | New York Bluefins (fino al 17 dicembre 2012 Cape Cod Bluefins) Danbury Whalers Danville Dashers Dayton Demonz 1000 Islands Privateers Williamsport Outlaws (ritirata il 24 gennaio 2013)                                                  | New York Bluefins (fino al 17 dicembre 2012 Cape Cod Bluefins) Danbury Whalers Danville Dashers Dayton Demonz 1000 Islands Privateers Williamsport Outlaws (ritirata il 24 gennaio 2013)                                                  | Dayton Demonz                                                        | Danbury Whalers                                        |
| 2013-2014 | 4          | Danbury Whalers Danville Dashers Dayton Demonz Watertown Privateers | Danbury Whalers Danville Dashers Dayton Demonz Watertown Privateers | Danbury Whalers                                                      | Dayton Demonz                                          |
| 2014-2015 | 6          | Berkshire Battallion Danbury Whalers Danville Dashers Dayton Demonz SWPA Magic (ritirata nel corso della stagione) Steel City Warriors (sostituisce i SWPA Magic da novembre 2014) Watertown Wolves                                       | Berkshire Battallion Danbury Whalers Danville Dashers Dayton Demonz SWPA Magic (ritirata nel corso della stagione) Steel City Warriors (sostituisce i SWPA Magic da novembre 2014) Watertown Wolves                                       | Watertown Wolves                                                     | Watertown Wolves                                       |
| 2015-2016 | 6          | Berlin R. D. Brewster Bulldogs Danbury Titans Danville Dashers Dayton Demolition Port Huron Prowlers | Berlin R. D. Brewster Bulldogs Danbury Titans Danville Dashers Dayton Demolition Port Huron Prowlers | Danbury Titans                                                       | Port Huron Prowlers                                    |
| 2016-2017 | 7          | Berlin R. D. Cornwall Nationals Danbury Titans Danville Dashers SCS Fighting Saints Port Huron Prowlers Watertown Wolves | Berlin R. D. Cornwall Nationals Danbury Titans Danville Dashers SCS Fighting Saints Port Huron Prowlers Watertown Wolves | Danville Dashers                                                     | Danville Dashers                                       |
| 2017-2018 | 6          | Carolina Thunderbirds Cornwall Nationals (ritirata nel corso della stagione) Danville Dashers North Shore Knights Port Huron Prowlers Watertown Wolves                                                                                    | Carolina Thunderbirds Cornwall Nationals (ritirata nel corso della stagione) Danville Dashers North Shore Knights Port Huron Prowlers Watertown Wolves                                                                                    | Port Huron Prowlers                                                  | Watertown Wolves                                       |
| 2018-2019 | 6          | Carolina Thunderbirds Danville Dashers Elmira Enforcers Mentor Ice Breakers Port Huron Prowlers Watertown Wolves | Carolina Thunderbirds Danville Dashers Elmira Enforcers Mentor Ice Breakers Port Huron Prowlers Watertown Wolves | Carolina Thunderbirds                                                | Carolina Thunderbirds                                  |
| 2019-2020 | 10         | Eastern Division: Danbury Hat Tricks Delaware Thunder Elmira Enforcers Mentor Ice Breakers Watertown Wolves | Western Division: BC Rumble Bees Carolina Thunderbirds Columbus River Dragons Danville Dashers Port Huron Prowlers | Stagione cancellata a causa della pandemia di COVID-19               | Stagione cancellata a causa della pandemia di COVID-19 |
| 2020-2021 | 4          | Carolina Thunderbirds Columbus River Dragons Elmira Enforcers Port Huron Prowlers | Carolina Thunderbirds Columbus River Dragons Elmira Enforcers Port Huron Prowlers | Columbus River Dragons                                               | Columbus River Dragons                                 |
| 2021-2022 | 7          | Binghamton Black Bears Carolina Thunderbirds Columbus River Dragons Danbury Hat Tricks Delaware Thunder Port Huron Prowlers Watertown Wolves                                                                                              | Binghamton Black Bears Carolina Thunderbirds Columbus River Dragons Danbury Hat Tricks Delaware Thunder Port Huron Prowlers Watertown Wolves                                                                                              | Watertown Wolves                                                     | Watertown Wolves                                       |
| 2022-2023 | 10         | Continental Division: Carolina Thunderbirds Columbus River Dragons Mississippi Sea Wolves Motor City Rockers Port Huron Prowlers | Empire Division: Binghamton Black Bears Danbury Hat Tricks Delaware Thunder Elmira Mammoth Watertown Wolves | Carolina Thunderbirds (Continental) Danbury Hat Tricks (Empire)      | Danbury Hat Tricks                                     |
| 2023-2024 | 11         | Continental Division: Blue Ridge Bobcats Carolina Thunderbirds Columbus River Dragons Mississippi Sea Wolves Port Huron Prowlers Baton Rouge Zydeco                                                                                       | Empire Division: Binghamton Black Bears Danbury Hat Tricks Motor City Rockers Elmira River Sharks Watertown Wolves | Columbus River Dragons (Continental) Binghamton Black Bears (Empire) | Binghamton Black Bears                                 |
| 2024-2025 | 14         | Continental Division: Athens Rock Lobsters Blue Ridge Bobcats Carolina Thunderbirds Columbus River Dragons Mississippi Sea Wolves Monroe Moccasins Baton Rouge Zydeco                                                                     | Empire Division: Binghamton Black Bears Danbury Hat Tricks Danville Dashers Motor City Rockers Hudson Valley Venom Port Huron Prowlers Watertown Wolves                                                                                   | Carolina Thunderbirds (Continental) Binghamton Black Bears (Empire)  |                                                        |